# Családon belüli erőszak Kenyában
A családon belüli erőszak Kenyában jelenthet bármely családtaggal vagy partnerrel szembeni bántalmazó magatartást, beleértve a nemi erőszakot, a testi sértést, a fizikai bántalmazást és a kényszerprostitúciót. A családon belüli erőszak kenyai jellemzői világszerte jellemző statisztikát tükröznek, ahol az áldozatok túlnyomó többsége nő. A kenyai házas nők több mint 40%-a számolt be arról, hogy családon belüli erőszak vagy szexuális zaklatás áldozata. A 15 éves és annál idősebb nőknek, akik valaha  partnerkapcsolatban éltek, több mint 30%-a tapasztalt fizikai vagy szexuális erőszakot a partnerétől. Ennek a magas százalékaránynak a tényezőit és okait gyakran nem vizsgálták az adatok hiánya miatt.
Az olyan tényezők, mint az alacsony iskolai végzettség, a vallás és a társadalmi-gazdasági státusz mind fontosak, amikor a kenyai családon belüli erőszak okait vizsgáljuk. A szexuális kényszerítés Kenyában elterjedt, és gyakran vezet bántalmazáshoz. A várandós nők nagyobb valószínűséggel válnak családon belüli bántalmazás áldozataivá, mivel nagyobb valószínűséggel élnek párkapcsolatban. A várandós nők gyakran gazdaságilag vagy társadalmilag is kiszolgáltatottak, ami a patriarchális dominancia miatt nagyobb kockázatot jelent számukra a családon belüli erőszak szempontjából. A nem kívánt terhességet gyakran a nő hibájának tekintik, ami még több bántalmazáshoz vezet. A kenyai nemi szerepek hozzájárulnak a családon belüli bántalmazás elfogadásához.
A családon belüli erőszak negatív lelki és fizikai egészségi hatásokhoz is hozzájárul. A családon belüli erőszak negatív következményei közé tartozik a spontán vetélés és szövődményei, a magas vérnyomás, a fizikai sérülések és a stressz, a közelmúltban pedig halálesetekről is beszámoltak. Ezeken felül a családon belüli erőszak áldozatai nagyobb valószínűséggel fertőződnek meg HIV/AIDS-szel és más szexuális úton terjedő betegségekkel. Kenyában a családon belüli erőszakra adott válaszok közé tartoznak a jogi mandátumok és a társadalmi szervezetek által létrehozott programok. A fejlődő országokban a családon belüli erőszakot nem jelentik elégszer a hatóságoknak, s ez számos okra vezethető vissza, ideértve a szégyent, a pénzügyi akadályokat, a tudatosság és a szolgáltatásokhoz való hozzáférés hiányát, valamint az egészségügyi dolgozókkal szembeni bizalmatlanságot.

## A családon belüli erőszak okai

### Szexuális kényszerítés
Kenyában és Afrika más részein is gyakori a szexuális kényszerítés a serdülők körében. Szexuális kényszerítésnek minősül minden olyan tapasztalat, amely során egy személyt "akarata ellenére szexuális kapcsolatra kényszerítenek". Egy 2004-es kenyai kutatás szerint a 10–24 éves férfiak 11%-a és a nők 21%-a tapasztalt már élete során szexuális kényszerítést.  A nők arról számoltak be, hogy az intim partner általi kényszerítés volt a leggyakoribb forma, ezt követte az ismerősök általi kényszerítés. Ezeknek a nőknek mindössze 23%-a, a férfiaknak pedig 22%-a mesélt közeli családtagnak vagy barátnak a tapasztalatáról.
2014-ben a Kenya Demográfiai és Egészségügyi Felmérés kiadott egy jelentést, amely szerint a kenyai nők mintegy 44 százaléka találkozott már fizikai bántalmazással férfiak részéről fiatalkora óta.

### A nemek közötti egyenlőtlenség
Az alacsony iskolai végzettségű nők gyakran alacsony társadalmi-gazdasági státuszúak, és anyagilag a férfi partnertől függenek, ami gyakran bántalmazáshoz vezet. A szegény nők a háztartás fenntartásában is férfiaktól függenek. Egyes kapcsolatokban a férfiak megakadályozzák, hogy a feleségük munkát vállaljon, így ezek a nők otthonukban mintegy csapdában vannak a férfi ellenőrzése alatt. Ezek a nők a bántalmazások során is csendben maradnak.
A nemi normákat megszegő nők gyakran válnak bántalmazás áldozatává. Ha egy nő nem tisztelettel és engedelmességgel viszonyul partneréhez, vagy nem végzi el a házimunkát, akkor partnere „megfegyelmezi”. A férfiakat az is fenyegeti, ha a nők önállóan döntenek valamiben. Ha egy pár megegyezett egy döntésben, és a nő szembemegy vele, az erőszakra ad okot. Ha egy nő megkérdőjelezi egy férfi anyagi döntéseit, vagy azt az érzést kelti benne, hogy nem gondoskodik jól a családról, a férfi dühében gyakran alkalmaz erőszakot.
Egy afrikai férfi és női ápolók fókuszcsoportjával végzett vizsgálat kimutatta, hogy a férfi hűtlenség általánosan elfogadott helyzet, sőt bátorítják is, míg a női hűtlenséget olyan viselkedésnek tekintik, ami fizikai bántalmazást érdemel. Ráadásul, mivel a férfi hűtlenséghez való jogát ilyen széles körben elfogadják, bántalmazásra feljogosító viselkedésnek tekintik azt, ha a nő elutasítja a férfi hűtlen viselkedését.
A férfiak fókuszcsoportjában a nők elleni családon belüli erőszakot úgy is tekintették, mint a nők „vétségei” megbocsátásának egyik módját. A tanulmányok azt is kimutatták, hogy amikor egyedül kérdezték őket, a nők azt állították, hogy az erőszak a szeretet egy formája. Széles körben elfogadott nézet, hogy miután elszenvedte férjétől a „büntetést” vagy bántalmazást, a nő visszanyeri méltóságát a háztartásban, és szeretet kap partnerétől.

### Oktatás
Az alacsony iskolázottság Kenyában szintén hozzájárul a bántalmazások elterjedtségéhez. A 2003-as „Demográfiai és Egészségügyi Felmérések” során egyértelmű kapcsolatot találtak a válaszadók iskolai végzettsége és azon emberek aránya között, akik szerint "jogos, hogy egy férfi megüti a feleségét, ha az vitatkozik vele”. A felmérést férfiak és nők körében egyaránt elvégezték, és az általános tendencia mindkettőnél azt mutatta, hogy a válaszadó iskolai végzettségének növekedésével egyre kevesebben érezték indokoltnak a családon belüli erőszakot. Egy másik tendencia mutatkozott meg, amikor a válaszadó iskolai végzettségét összevették azon emberek arányával, akik egyetértettek azzal az állítással, hogy „jogosan üti meg a férfi a feleségét, ha az elmegy valahova anélkül, hogy szólna neki”. Az iskolai végzettség emelkedésével csökkent azoknak az átlagos aránya, akik jogosnak érezték a fenti állítást.
Egy hasonló felmérésben a válaszadó és az édesanyja átlagos iskolai végzettségét is figyelembe vették. A bizonyítékok azt mutatták, hogy a válaszadó édesanyja iskolai végzettségének növekedésével szinte lineárisan csökkent azon válaszadók aránya, akik bizonyos helyzetekben indokoltnak érezték a családon belüli erőszakot. A felméréseket magyarázó cikk arra a következtetésre jut, hogy ennek az összefüggésnek az lehet az oka, hogy a képzettebb anyák a családon belüli erőszak elutasítására nevelik gyermekeiket.

## Lelki és testi egészség
A családon belüli erőszak a mentális egészségre is hatással van. Az Egészségügyi Világszervezet 2008-as tanulmánya szerint azok a nők, akik arról számoltak be hogy párkapcsolati erőszak áldozatává váltak, nagyobb valószínűséggel számoltak be szorongásos érzésekről, öngyilkossági gondolatokról és öngyilkossági kísérletekről, mint azok a nők, akik nem tapasztaltak erőszakot. Emellett a családon belüli erőszak áldozatainál a kábítószer- és alkoholfogyasztás, a depresszió és a szorongás is fokozottan jelentkezik. A családon belüli erőszak különösen a nők körében csökkenti az önértékelést, a biztonságot és a méltóság érzését. Egy 1998-as, interjúkon alapuló vizsgálat kimutatta, hogy az erőszakról beszámoló nők körében "szignifikánsan gyakrabban diagnosztizáltak fóbiát, mint azok körében, akik nem számoltak be bántalmazásról". A vizsgálatban részt vevő azon nőknek, akik élethosszig tartó PTSD-ben szenvednek, 30,6%-a számolt be felnőttkori bántalmazásról.
Egy tanulmány kimutatta, hogy a családon belüli erőszak legerősebb kockázati tényezője a gyermekkori fizikai bántalmazás. A családon belüli erőszak sok áldozata egyben elkövető is lehet. Ez a tanulmány összefüggést talált a párkapcsolati erőszak és a krónikus (mentális és fizikai) betegségek kialakulása között mind a férfiak, mind a nők körében. A családon belüli erőszak egyéb fizikai következményei közé tartozik az irritábilis bél szindróma, a gyomor-bélrendszeri rendellenességek és a krónikus kismedencei fájdalom kialakulásának nagyobb valószínűsége. A családon belüli erőszak következtében a terhesség szövődményei, a szexuális úton terjedő fertőzések és a nem kívánt terhességek kockázata is megnő. Coker tanulmánya azt is megállapította, hogy ha a párkapcsolati erőszakot korán felfedik, akkor olyan beavatkozásokat lehet eszközölni, amelyek minimalizálják a hosszútávú negatív egészségügyi hatásokat.

## A családon belüli erőszak problémájára adott válaszok

### A kormány válaszai
Patricia Kameri-Mbote (tudós) azt írta, hogy Kenya alkotmánya kimondja, hogy a férfiaknak, nőknek és gyermekeknek joguk van "az élethez, a szabadsághoz és a személyi biztonsághoz, valamint a törvény előtti védelemhez". Míg az alkotmány mind a férfiak, mind a nők számára védelmet biztosít az "embertelen bánásmóddal vagy kínzással" szemben, a nők és lányok elleni erőszakkal szemben kifejezetten nem nyújt védelmet. A kenyai büntető törvénykönyv tartalmaz olyan rendelkezéseket, amelyek a családon belüli erőszakkal szembeni védelemre szolgálnak. A "Szexuális bűncselekmények" című szakasz szerint a "nemi erőszak" három fajtája tiltott. Az ebben a rendelkezésben használt nyelvezet azonban számos kiskapuhoz vezet. Egy másik, "Megbecstelenítés" című szakaszban azt írják, hogy szélsőséges büntetés jár azoknak a férfiaknak, akik 14 év alatti nőket vagy olyan lányt erőszakolnak meg, aki "idióta vagy gyengeelméjű". A házas nők esetében a nemi erőszakkal szembeni védelem szinte nem létezik, különösen, ha a házasságot a törvény szerint érvényesnek tekintik. Mivel Kenyában a házasságkötésnek nincs alsó korhatára, a szexuális kapcsolat beleegyezési korhatárának kérdése is gyakran tisztázatlan.
Sok országban a bűnüldöző szervek nem lépnek fel családon belüli erőszak esetén, mert az erőszak súlyosságát aláássák, és „családi veszekedésnek” tekintik. Ahogy Lenore E. Walker írja a "Psychology and Domestic Violence Around the World" című könyvében, sokan úgy vélik, hogy a "letartóztatás és bebörtönzés" a legsikeresebb módja az erőszak megszüntetésének. Mások azonban azon a véleményen vannak, hogy azokban a helyzetekben, amikor a férfi nem rendelkezik jó közösségi kapcsolatokkal vagy nem sok társadalmi kapcsolattal rendelkezik, a rendészeti beavatkozások valójában növelhetik az erőszakot.

### Társadalmi válaszok
A családon belüli erőszak kenyai elterjedtségének csökkentésére irányuló társadalmi erőfeszítések közé tartoznak a nemi alapú erőszak utáni gyógyulásra, kilábalásra irányuló programok.  2012-ben Rebecca Njuki  és társai arról értekeztek, hogy a segélyutalvány-programok száma egyre nő, azzal a céllal, hogy az áldozatoknak meghatározott egészségügyi célú utalványokat biztosítsanak. Ebben a rendszerben utalványokat adnak a bántalmazások áldozatainak, amelyek felhasználhatók orvosi vizsgálatokra, tanácsadási szolgáltatásokra, valamint olyan támogató csoportokhoz való kapcsolódásra, amelyek jogi segítséget nyújtanak az áldozatoknak és menedékhelyekre irányítják őket.

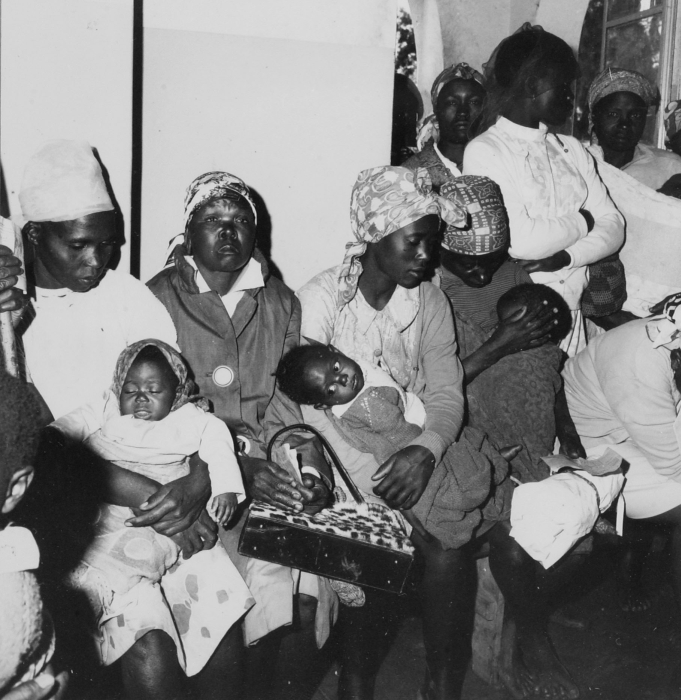
Nők egészségügyi szolgáltatásokra várnak a Nagy Hasadékvölgyben, Kenyában

2002-ben egy tanulmány kimutatta, hogy az egészségügyi rendszer a leghatékonyabb a családon belüli erőszak áldozatainak megtalálásában. A kutatások azonban kimutatták, hogy sok egészségügyi szakembernek nincs képzettsége a családon belüli erőszak jeleinek felismerésére. Egy tanulmányban fókuszcsoportok segítségével férfi és női ápolókat egyaránt megkérdeztek arról, hogy mit tekintenek családon belüli erőszaknak. A férfiak gyakran "fegyelmezésként" vagy "büntetésként" írták le az erőszakos eseteket. Amikor az áldozatokat azonosították, "gyakran érzéketlenül bántak velük, és bántalmazásukat bagatellizálták vagy figyelmen kívül hagyták, egyúttal az egészségügyi dolgozók hajlamosak voltak a fizikai sérülésekre összpontosítani, miközben finoman bár, de magukat a nőket hibáztatták a bántalmazásért."
2013-ban program indult a várandós nők elleni családon belüli erőszak visszaszorítására. Ez a program a vidéki Kenyában indult, klinikai segítséget, beutalót és érzelmi támogatást nyújtott a családon belüli bántalmazás áldozatainak. Minden klinikus számára 40 órás képzést írtak elő, és a közösségi (vallási, társadalmi, tradícionális) partnerek számára oktatást szerveztek a családon belüli erőszakról és annak hatásairól. A nőket HIV-szűréssel vizsgálták, oktatást kaptak az anyáról a gyermekre történő átvitelre vonatkozó beavatkozásokról, és szállítást biztosítottak számukra abban az esetben, amikor beutalóra volt szükség. 134 nőt vizsgáltak 5 hónapon keresztül. A tanulmány eredményei azt mutatták, hogy a közösség számára nagyon hasznosnak bizonyult ez a program, mivel az áldozatok tudták, hová fordulhatnak orvosi segítségért, az elkövetők tudták, hogy felelősségre vonják őket tetteikért, az egészségügyi dolgozók pedig megerősödtek és magabiztossá váltak az áldozatok megsegítésére irányuló képességeikben. Ann L. Coker tanulmánya arra a következtetésre jutott, hogy a családon belüli erőszak specifikus szűrését minden nő esetében el kellene végezni, és különös figyelmet kell fordítani a fizikai és szexuális visszaélések szűrésére.

## Fordítás
Ez a szócikk részben vagy egészben  a   Domestic violence in Kenya című angol Wikipédia-szócikk ezen változatának fordításán alapul.  Az eredeti cikk szerkesztőit annak laptörténete sorolja fel. Ez a jelzés csupán a megfogalmazás eredetét és a szerzői jogokat jelzi, nem szolgál a cikkben szereplő információk forrásmegjelöléseként.